# Anthea Stewart
Anthea Stewart (n. 20 noiembrie 1944, Blantyre, Malawi) este o jucătoare de hochei pe iarbă ce a reprezentat Africa de Sud, medaliată olimpică. A participat la o ediție a Jocurilor Olimpice (1980) în care a câștigat o medalie de aur.

## Participări
Lista de mai jos prezintă principalele competiții la care a participat Anthea Stewart de-a lungul carierei.
- field hockey at the 1980 Summer Olympics – women's tournament[*][1]